# Eden Phillpotts
Eden Phillpotts (Mount Abu, 4 novembre 1862 – Broadclyst, 29 dicembre 1960) è stato uno scrittore e drammaturgo inglese, autore di molti romanzi, opere teatrali e poemi ambientati a Dartmoor.

## Biografia
Eden Phillpotts nacque a Mount Abu, città del Raj britannico, ritornato in patria seguì i corsi scolastici a Plymouth nel Devon.
Dopo aver lavorato come impiegato delle assicurazioni per dieci anni, Phillpotts iniziò a dedicarsi al teatro ed alla letteratura.
Dalla sua commedia The Farmer Wife del 1916 sono stati tratti due film: La moglie del fattore di Alfred Hitchcock del 1928 e The Farmer Wife del 1941, diretto da Norman Lee e Leslie Arliss.

## Opere

### Romanzi
- A Deal with the Devil, 1895
- My Laughing Philosopher, 1896
- The Golden Fetich, 1903
- Doubloons, 1906 (con Arnold Bennett)
  - Oro sommerso, collana I Libri Gialli Mondadori n. 14, 1931
- The Statue, 1908 (con Arnold Bennett)
- The Girl and the Faun, 1916[1]
- Evander, 1919
- The Grey Room, 1921
  - La camera grigia, collana Il giallo economico classico n. 86, gruppo Newton
- Number 87, 1922 (a firma Harrington Hext)
- Pan and the Twins, 1922
- The Lavender Dragon, 1923
- The Treasures of Typhon, 1924
- The Voice from the Dark, 1925
- Circe's Island, 1925
- The Miniature, 1926
- Arachne, 1927
- The Blue Comet: A Comedy in Three Acts, 1927
- The Apes, 1929
- Alcyone, 1930
- The Owl of Athene, 1936
- Lycanthrope, 1937
- Saurus, 1938
- Tabletop, 1939 (con Arnold Bennett)
- The Fall of the House of Heron, 1948
- Address Unknown, 1949

### Romanzi del ciclo Dartmoor
- Children of the Mist, 1898
- Sons of the Morning, 1900
- The River, 1902
- The American Prisoner, 1904
- The Whirlwind, 1907
- The Mother, 1908
- The Virgin in Judgment, 1908
- The Three Brothers, 1909
- The Thief of Virtue, 1910
- The Beacon, 1911
- The Forest on the Hill, 1912
- Orphan Dinah, 1920
- The Red Redmaynes, 1922

## Opere teatrali
- The Angel in the House, 1915 (con Basil MacDonald Hastings)
- The Farmer's Wife, 1916
- Yellow Sands, 1926

The Prude's Progress, 1895 (con Jerome Klapka Jerome)